# 강진규 (야구인)
강진규(姜鎭奎, 1968년 5월 30일 ~ )는 전 KBO 리그의 롯데 자이언츠의 포수이다.

## 출신학교
- 1975 ~ 1981 : 완월초등학교
- 1981 ~ 1984 : 마산동중학교
- 1984 ~ 1987 : 마산고등학교
- 1984 ~ 1991 : 연세대학교 (1987학번)

## 선수 시절

### LG 트윈스시절
1991년에 입단하였다.

### 롯데 자이언츠시절
1993년에 입단하였다.

## 야구선수 은퇴 후
경찰 야구단, 롯데 자이언츠 2군 코치로 활동하다가 2019년부터 롯데 자이언츠의 2군 감독으로 활동했다.